# Serazereux
Serazereux é uma comuna francesa na região administrativa do Centro, no departamento Eure-et-Loir. Estende-se por uma área de 15,59 km². Em 2010 a comuna tinha 545 habitantes (densidade: 35 hab./km²).